# 물의 장난

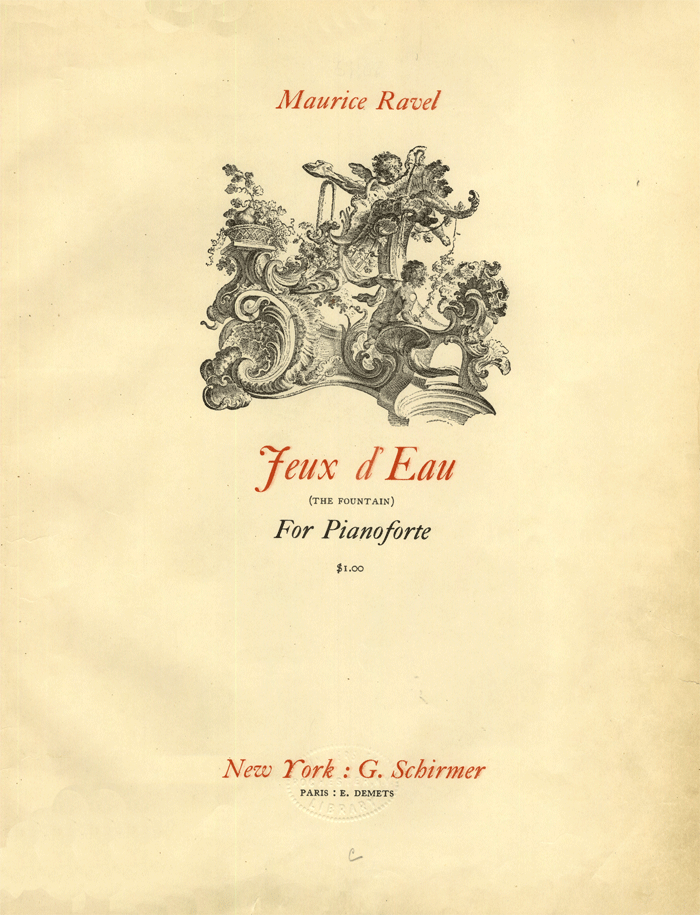

물의 유희(프랑스어: Jeux d'eau)은 프랑스의 인상주의 작곡가 모리스 라벨이 1901년에 작곡한 피아노 독주곡이다. 물의 장난, 물의 희롱이라고도 불린다. 이 곡은 라벨의 작품 중에 대표작으로 손꼽힌다.
라벨은 이곡에 대해 물의 장난은 사람들이 내 작품에서 읽고자 하는 피아니스틱한 새로움 그 모든 것의 시작이며, 물결이 살랑대는 소리나 샘, 폭포, 실개천 등에서 들을 수 있는 음악적 소리에서 영감을 얻어 작곡했다라고 쓰고 있다. 악보에도 프랑스의 시인인 앙리 드 레니에의 시집 '물의 도시'에 들어 있는 시 '물의 축제'의 한 구절 '물결에 간질인 강의 신이 웃는다'라고 적혀있다.
라벨은 프란츠 리스트의 '에스테 별장의 분수'의 영향을 받은 것으로 보인다. 곡의 연주시간은 대략 5분 내지 7분이다.

## 특징
이 곡은 라벨만의 인상주의적 작곡법과 고전적인 소나타 형식이 같이 보인다. 그리고 곡에 나타나는 장2도 아르페지오와 검은 건반 글리산도를 사용함으로써 색다른 색채를 제공하였고 흔히 페트루슈카 화음(스트라빈스키)이라고 불리는 다장조와 올림바장조의 으뜸화음을 동시 사용하는 화음도 라벨이 이 곡에 먼저 사용하였다.

## 초연
이 곡은 1902년 당시 라벨과 친분이 있던 스페인의 피아니스트 리카르도 비녜스에 의해서 초연되었다.

## 헌정
이 곡은 라벨의 스승 가브리엘 포레에게 헌정되었다. 경애하는 스승 가브리엘 포레에게